# سن-برونو، کبک
سن-برونو (به فرانسوی: Saint-Bruno) شهری در منطقه شهری لاک-سن-ژان-است ناحیه سگونه-لاک-سن-ژان در استان کبک کانادا است. در سرشماری سال ۲۰۱۱ این شهر ۲٬۳۲۴ نفر جمعیت داشته‌است و مساحت آن ۷۷٫۸۸ کیلومتر مربع است.